# Dejtár
Dejtár är en ort (by) i provinsen Nógrád i norra Ungern. Orten har 1 287 invånare (2024), på en yta av 21,42 km². Den ligger nära gränsen till Slovakien, cirka 10 kilometer sydväst om Balassagyarmat.